# Heterandria formosa
Heterandria formosa es un pez de la familia de los pecílidos en el orden de los ciprinodontiformes.

## Morfología
Los machos pueden alcanzar los 3,6 cm de longitud total.

## Distribución geográfica
Se encuentran en Norteamérica: desde Carolina del Norte hasta el sur de Luisiana.